# Reuteroscopus santaritae
Reuteroscopus santaritae är en insektsart som beskrevs av Knight 1965. Reuteroscopus santaritae ingår i släktet Reuteroscopus och familjen ängsskinnbaggar. Inga underarter finns listade i Catalogue of Life.